# Luis Paniagua
Luis Paniagua García-Calderón, nascut a Madrid el 9 de març de 1957, és un músic castellà.
Interpreta sitar, antiga lira mediterrània i molts instruments ètnics. Inclou tota mena d'elements percussius en les seves gravacions, les quals sol també utilitzar en directe. Paniagua ha publicat 14 discs al llarg de més de 20 anys de carrera i va guanyar el premio nacional al Mejor Álbum de Nuevas Músicas per Nanas del Sol (2002), i l'any següent fou nominat per Bienvenida.